# Dulan
Dulan (chiń. 都兰县; pinyin: Dūlán Xiàn; tyb. ཏུའུ་ལན་རྫོང་, Wylie tu'u lan rdzong) – powiat w środkowych Chinach, w prowincji Qinghai, w prefekturze autonomicznej Haixi. W 2000 roku liczył 57 670 mieszkańców.